# توزیع نرمال
توزیع نُرمال (به انگلیسی: Normal distribution) یا توزیع گاوسی (به انگلیسی: Gaussian) یکی از مهم‌ترین توزیع‌های احتمال پیوسته در نظریه احتمالات است. دلیل این نام‌گذاری، نیز اهمیت این توزیع، این است که اُفت‌وخیز بسیاری از کمیت‌های طبیعی (فیزیکی) حول یک مقدار ثابت، از این توزیع پیروی می‌کند. دلیل آن هم، قضیهٔ حد مرکزی است.
بر پایه قضیهٔ حد مرکزی، مجموع متغیرهای تصادفی مستقل، که هر یک، میانگین و واریانس متناهی دارند، با افزایش شمار متغیرها، دارای توزیعی بسیار نزدیک به توزیع نرمال می‌شود. برای نمونه، بااین‌که چندین عامل بر خطای اندازه‌گیریِ یک کمیت اثر می‌گذارند (مانند خطای وسیله اندازه‌گیری، خطای خواندن، شرایط محیط و …)، اما خطای اندازه‌گیری در اندازه‌گیری‌های پشت‌سرهم، دارای توزیع نرمال می‌شود، که حول مقدار ثابتی، که همان میانگین خطاست، پراکنده شده‌است. نمونه‌های دیگر، قد، وزن یا بهرهٔ هوشی افراد است.
توزیع نرمال، گاهی به‌سبب استفادهٔ گاوس از آن در کارهایش،  توزیع گاوسی (به انگلیسی: Gaussian) هم نامیده می‌شود. همچنین، این توزیع، به‌دلیل شکل تابع چگالی احتمال آن، به توزیع زنگوله‌ای (زنگ‌دیس) نیز معروف است.
تابع چگالی احتمال این توزیع، دو پارامتر دارد که یکی، میانگین ({\displaystyle \mu }) و دیگری انحراف معیار ({\displaystyle \sigma }) توزیع هستند. منحنی تابع چگالی احتمال این توزیع، حول میانگین آن، متقارن است. وقتی {\displaystyle \mu =0} و {\displaystyle \sigma =1} باشد، این توزیع، نرمال استاندارد نامیده‌می‌شود.

## مشخصات
یک توزیع احتمال، با تابع توزیع (یا چگالی) احتمال، تابع توزیع تجمعی، گشتاورها، تابع مشخصه و تابع مولد گشتاور مشخص می‌شود. در جدول چپ، این مشخصات برای توزیع نرمال آمده‌اند.

### تابع چگالی احتمال
تابع چگالی احتمال توزیع نرمال با پارامترهای {\displaystyle \mu } و {\displaystyle \sigma ^{2}}، چنین است:
{\displaystyle f(x;\,\mu ,\sigma ^{2})={\frac {1}{\sqrt {2\pi \sigma ^{2}}}}\,e^{-(x-\mu )^{2}\!/(2\sigma ^{2})},\qquad x\in \mathbb {R} .}
- {\displaystyle f(x)}، تابعی متقارن حول {\displaystyle x=\mu } است؛ همچنین {\displaystyle \mu }، میانگین، مد و میانهٔ توزیع است.
- نقاط عطف این منحنی، {\displaystyle x=\mu -\sigma } و {\displaystyle x=\mu +\sigma } است.
- این تابع، بارها و نامحدود، مشتق‌پذیر است.

### گشتاورها
گشتاورهای توزیع نرمال از هر مرتبه‌ای تعریف شده‌اند. یعنی برای هر {\displaystyle p} که Re[p]> −۱، {\displaystyle E[|X|^{p}]} هست.
- {\displaystyle \mathrm {E} {\big [}(X-\mu )^{p}{\big ]}={\begin{cases}0&{\text{if }}p{\text{ is odd,}}\\\sigma ^{p}\,(p-1)!!&{\text{if }}p{\text{ is even.}}\end{cases}}}

در اینجا !!n نشان دهنده فاکتوریل دوبل است.
(تمام گشتاورهای مرکزی مرتبه فرد صفرند.)
- {\displaystyle \operatorname {E} {\big [}|X-\mu |^{p}{\big ]}=\sigma ^{p}(p-1)!!\cdot {\begin{cases}{\sqrt {2/\pi }}&{\text{if }}p{\text{ is odd}},\\1&{\text{if }}p{\text{ is even}}.\end{cases}}}

### ترکیبات خطی
اگر {\displaystyle X\sim N(\mu ,\sigma ^{2})\,\!} و a,b هر دو حقیقی باشند، آنگاه {\displaystyle aX+b\sim N(a\mu +b,(a\sigma )^{2})\,\!}

اگر {\displaystyle X\sim N(\mu _{X},\sigma _{X}^{2})} و {\displaystyle Y\sim N(\mu _{Y},\sigma _{Y}^{2})} متغیرهای تصادفی نرمال مستقل باشند آنگاه:
- مجموع آنها دارای توزیع نرمال است: {\displaystyle U=X+Y\sim N(\mu _{X}+\mu _{Y},\sigma _{X}^{2}+\sigma _{Y}^{2})}.
- اختلاف آنها نیز دارای توزیع نرمال است: {\displaystyle V=X-Y\sim N(\mu _{X}-\mu _{Y},\sigma _{X}^{2}+\sigma _{Y}^{2})}.
- اگر واریانس {\displaystyle X} و {\displaystyle Y} یکی باشد، آنگاه {\displaystyle U} و {\displaystyle V}، مستقل هستند.

## خصوصیات

قسمت آبی تیره در فاصلهٔ یک برابر انحراف معیار از میانگین توزیع قرار دارد و قسمت آبی روشن و آبی تیره به‌طور توأم، در فاصلهٔ دو برابر انحراف معیار از میانگین توزیع قرار دارند. در توزیع نرمال، اولی برابر با ۶۸٪ سطح زیر نمودار و دومی برابر با ۹۵٪ سطح زیر نمودار است.

تقریباً ۶۸٪ از نمونه‌هایی که از توزیع نرمال گرفته‌شوند، فاصله‌ای برابر یا کمتر از انحراف معیار توزیع نسبت به میانگین  دارند. تقریباً ۹۵٪ از نمونه‌هایی که از یک توزیع نرمال گرفته شوند، فاصله‌ای برابر یا کمتر از دو برابر انحراف معیار توزیع نسبت به میانگین دارند. تقريبا 99/7 % نمونه‌ها نیز در فاصله كمتر از سه برابر انحراف معيار توزيع نسبت به ميانگين قرار می‌گيرند.

## محاسبهٔ احتمال متغیرهای نرمال  نااستاندارد
اگر X یک توزیع نرمال نااستاندارد با انحراف معیار σ و امید ریاضی μ باشد، تبدیل زیر از X یک توزیع نرمال استاندارد می‌سازد:
{\displaystyle Z={\frac {X-\mu }{\sigma }}}

### مثال
{\displaystyle X\sim N(2,9)}
{\displaystyle P(X<3)=?}
جواب به این صورت محاسبه‌پذیر است:
{\displaystyle P(X<3)=P({\frac {X-\mu }{\sigma }}<{\frac {3-2}{3}})\approx P(Z<0.33)=0.6293}
(‎{\displaystyle P(Z<0.33)}‎ از روی جداول چگالی توزیع نرمال استاندارد یا با محاسبهٔ مستقیم سطح زیر نمودار آن از بازهٔ منفی بی‌نهایت تا ۰٫۳۳ بدست می‌آید.)